# Fabián Spataro
Fabián Spattaro es un músico argentino. Comenzó su carrera en el grupo Mark I junto a Claudio O'Connor, tocando la batería. Junto a él formó parte de primera formación de Hermética, pero pronto tuvo que irse por motivos personales. Más tarde siguió con el grupo Vago
Baterista argentino, miembro fundador de Mark 1 , banda de heavy metal nacida allá por los 80' que contó en sus filas a Claudio O'Connor,  también fue miembro fundador de Hermética junto a Ricardo Iorio y a Antonio Romano, más tarde sería él, quien propusiera a O'Connor como cantante de Hermética, con Mark 1 solo grabó un EP de 4 temas, luego de abandonar Hermética después de haber hecho algunas presentaciones en vivo, formó Vago en 1989 junto a Norberto Rodríguez y Richie Siebemberg, este último reemplazado por Hernan López, después de grabar La leyenda del caminante y el Duelo, con Lopez grabó "Una larga marcha" disolviéndose la banda en 1995. formó parte de la banda de Charly Vega, guitarrista argentino con el cual grabó un disco "Yngwie Malmsteen Revival by Charly Vega", luego forma parte de Damnation, banda de metal progresivo, la cual graba una versión del himno Nacional Argentino muy difundida en las radios. También es un reconocido docente de su instrumento.

## Discografía

### Con Vago
- La leyenda del caminante  (1990)
- El Duelo  (1991)
- Una Larga Marcha  (1994)

### Con Charly Vega
- Yngwie Malmsteen Revival by Charly Vega (1999)

### Con Damnation
- Oscura Dimension  (2002)

### Con Destripador
- Desintegraciòn (2015)

## Filmografía
- La Hache: documental por Boikot Films (2011)